# Bahnradsport-Europameisterschaften

Das Trikot des Europameisters

Europameistertrikot bis 2015

Die Bahnradsport-Europameisterschaften sind jährlich stattfindende Radsportwettbewerbe auf der Bahn, die vom europäischen Radsportverband Union Européenne de Cyclisme (UEC) ausgerichtet werden.

## Geschichte
Seit über 100 Jahren wurden im Profi-Bahnradsport europäische Meisterschaften organisiert. Die Veranstaltungen fanden jedoch nicht regelmäßig jährlich statt, sondern sporadisch, und wurden von privaten Veranstaltern für Berufssportler ausgelobt; die Bezeichnung war nicht geschützt. Nach dem Zweiten Weltkrieg fanden „Europameisterschaften“ häufiger auf Winterbahnen statt, dabei wurden nicht nur die „klassischen“ Disziplinen wie Sprint ausgetragen, sondern auch solche wie Omnium (nicht identisch mit der heutigen WM- und Olympiadisziplin Omnium), Derny und Zweier-Mannschaftsfahren, die nicht bei Bahnradsport-Weltmeisterschaften auf dem Programm standen. Diese Europameisterschaften hatten keinen offiziellen Charakter, waren aber dennoch mit Prestige verbunden, besonders seitdem für die Europameister ein goldenes Trikot eingeführt wurde, auf dem die Regenbogenstreifen des Weltmeistertrikots vertikal zu sehen waren. Es heißt, dass der belgische Radsportler Rik Van Steenbergen dieses Trikot (das er sechs Mal gewann) besonders schätzte und deshalb häufig bei Rennen trug.
1956 gründeten die europäischen Bahnveranstalter den Verband Union Européenne des Vélodromes d’hiver, der bis zur Saison 1971/72 der einzige war, der Europameisterschaften für Profis organisierte; für Amateure gab es weiterhin keine kontinentalen Meisterschaften. Allerdings konnten die Veranstalter entscheiden, welche Fahrer daran teilnahmen, und im Zweier-Mannschaftsfahren waren Gespanne aus Fahrern verschiedener Nationalität zulässig. Zudem waren nicht-europäische Rennfahrer zugelassen, weshalb auch die australischen Fahrer Reginald Arnold und Danny Clark europäische Titel errangen.
1965 bildete der Weltradsportverband Union Cycliste Internationale (UCI) zwei „Unterabteilungen“, die Federation of International Amateur Cycling (FIAC) für Amateure sowie die Fédération Internationale de Cyclisme Professionnel (FICP) für Profis. Die FICP übernahm ab 1972 die Organisation von Europameisterschaften für Profis, die allerdings offiziell Championnats d’Hiver genannt wurden, da weiterhin Nicht-Europäer teilnehmen durften, und auch die startenden Fahrer zuvor ausgewählt wurden. Das bisherige goldene Trikot wurde durch ein weißes mit dem FICP-Logo ersetzt. Die letzten Winter-Meisterschaften wurden 1990 in Grenoble ausgetragen.
Nachdem 1993 im Radsport die Trennung zwischen Profis und Amateuren aufgehoben worden war, gründete sich 1995 der europäische Radsportverband UEC und übernahm fortan die Austragung von Elite-Europameisterschaften in den verschiedenen Radsportdisziplinen. Im Bahnradsport betraf dies zunächst nur wenige Einzeldisziplinen wie Derny, Zweier-Mannschaftsfahren und Omnium, das in Ausdauer- und Sprintomnium aufgeteilt war. Seit 2010 werden jährlich Bahneuropameisterschaften ausgetragen, die alle Weltmeisterschafts-Disziplinen umfassen.
Die Derny-Europameisterschaften werden getrennt ausgetragen, ebenfalls in der Regel die Europameisterschaften im Steherrennen. 2016 und 2017 wurden die Titelkämpfe der Steher ausnahmsweise integriert, was jedoch nur möglich ist, wenn die Radrennbahn der Veranstaltung dafür geeignet ist.

## Elite-Austragungen
- EM 2010: Pruszków (Polen)
- EM 2011: Apeldoorn (Niederlande)
- EM 2012: Panevėžys (Litauen)
- EM 2013: Apeldoorn (Niederlande)

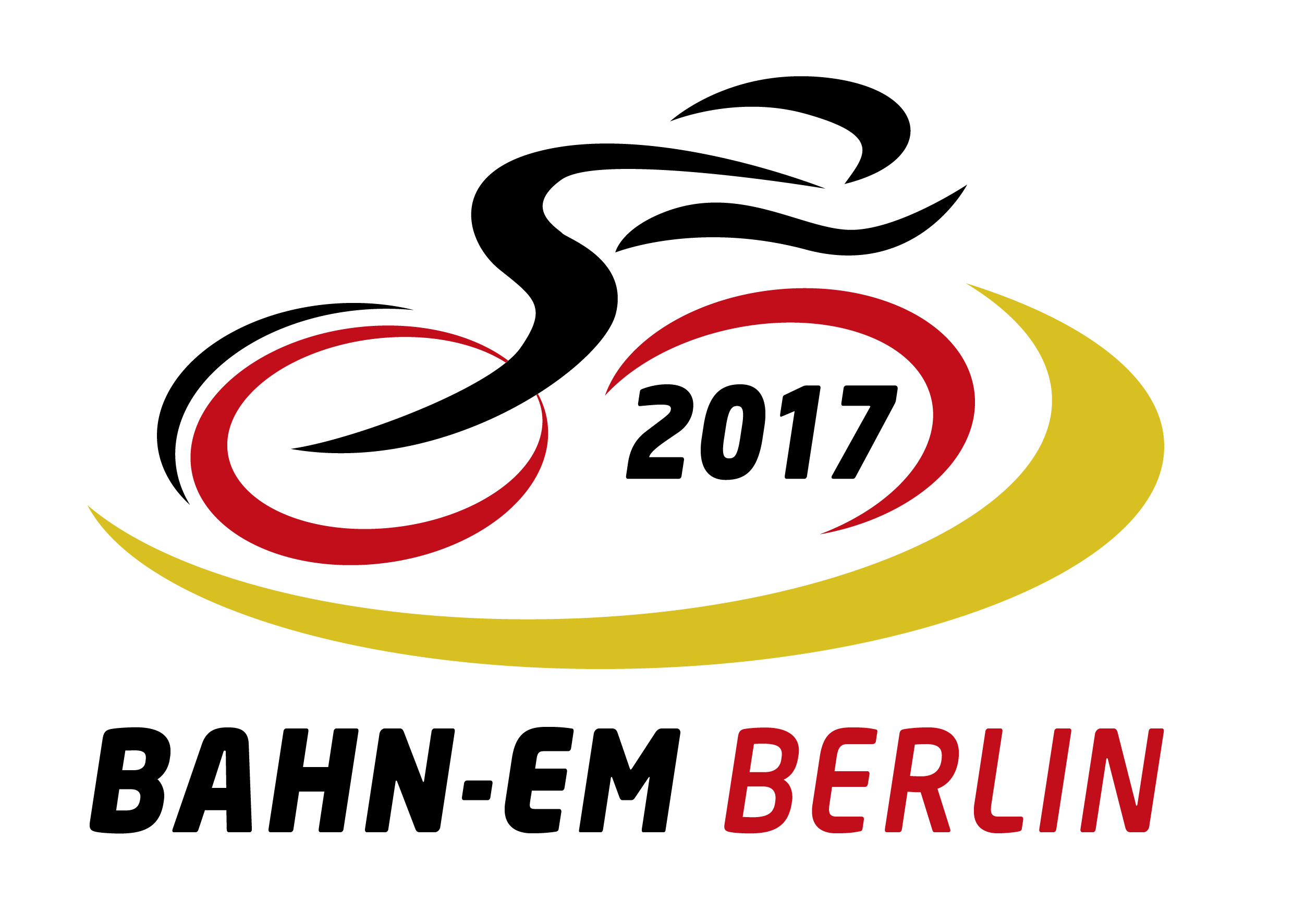
Logo der Bahn-EM 2017 in Berlin

- EM 2014: Baie-Mahault (Frankreich)
- EM 2015: Grenchen (Schweiz)
- EM 2016: Saint-Quentin-en-Yvelines (Frankreich)
- EM 2017: Berlin (Deutschland)
- EM 2018: Glasgow (Vereinigtes Königreich)
- EM 2019: Apeldoorn (Niederlande)
- EM 2020: Plowdiw (Bulgarien)
- EM 2021: Grenchen (Schweiz)
- EM 2022: München (Deutschland)
- EM 2023: Grenchen (Schweiz)
- EM 2024: Apeldoorn (Niederlande)
- EM 2025: Heusden-Zolder (Belgien)

2026 sollen die Europameisterschaften im türkischen Konya stattfinden, 2028 erneut in Heusden-Zolder.

## Junioren/U23-Austragungen
- EM 2010: Sankt Petersburg (Russland)
- EM 2011: Sangalhos (Portugal)
- EM 2012: Sangalhos (Portugal)
- EM 2013: Sangalhos (Portugal)
- EM 2014: Sangalhos (Portugal)
- EM 2015: Athen (Griechenland)
- EM 2016: Montichiari (Italien)
- EM 2017: Sangalhos (Portugal)
- EM 2018: Aigle (Schweiz)
- EM 2019: Gent (Belgien)
- EM 2020: Fiorenzuola d’Arda (Italien)
- EM 2021: Apeldoorn (Niederlande)
- EM 2022: Sangalhos (Portugal)
- EM 2023: Sangalhos (Portugal)
- EM 2024: Cottbus (Deutschland)